# Свежезахороненные
«Свежезахороненные» (англ. Just Buried) — фильм режиссёра Чаза Торна.

## Сюжет
После смерти Ролли Уайнахт его сын Оливер получает в наследство похоронное агентство. Неплохо наконец завести своё собственное дело. Но есть ряд проблем. Во-первых, Оливер боится всего, что связано со смертью. Во-вторых, в городе уже целый год не было похорон: местные жители умирают редко, а всех покойников в округе хоронит конкурирующая фирма Уэйна Снара. Так что предприятие находится на грани банкротства, и Снар предлагает его купить.
Против продажи решительно выступает сотрудница агентства Роберта Кникль. Она занимается подготовкой покойников к похоронам и очень любит свою работу. Кроме того, эта фирма принадлежала ещё её деду и была продана отцом — местным шерифом, чего дочь ему не простила. В общем, для сохранения семейного дела, пусть и принадлежащего сейчас другим людям, Роберта готова пойти на всё. Но где взять покойников?
На помощь пришёл случай. Когда Оливер и Роберта возвращались вечером на машине, изрядно выпивший Вайна отвлёкся и сбил насмерть местного жителя, швейцарца. Девушка инсценировала несчастный случай, а разбитую машину Оливер отвёз на автомобильную свалку.
Поскольку Роберта является местным коронёром и судмедэкспертом, версия о том, что швейцарец скатился со склона и сломал себе шею, стала официальной, и вроде бы можно успокоиться. Первые за долгий срок похороны немного поправили дела, но этого недостаточно, чтобы избежать банкротства. К тому же никто не может найти посох, с которым швейцарец не расставался во время прогулок…
Посох оказался у Пиклза, который пытался шантажировать Оливера, но во время борьбы за улику случайно погиб. Последовала очередная инсценировка и новая экспертиза Роберты, подтвердившая, что Пиклз умер без посторонней помощи. Но заработать на погребении на этот раз не удалось: клиента отбил Уэйн Снар.
Теперь Оливер и Роберта уже имели немалый криминальный опыт и решили уничтожить конкурента. Они забрались в его агентство. Роберта вскрыла тело Пиклза, подготовленное для кремации, извлекла из него внутренние органы и поместила на их место несколько заранее припасённых кардиостимуляторов. Мощный взрыв уничтожил крематорий и сделал агентство Оливера  Уайнахта единственным в округе.
Бизнес идёт отлично, все покойники попадают к Оливеру. Но остановиться уже трудно. Он убивает местного констебля, который самостоятельно вёл расследование (к тому же парень встречался с Робертой, и Оливер ревновал).
Потом девушка сообщила Вайне, что она беременна, и они решили пожениться. Отлучившись со свадебного пира, Оливер убил своего тестя-шерифа, обнаружившего на свалке машину, которой был сбит швейцарец.
Роберта знала, что муж собирается убить её отца, но помешать не смогла. Как оказалось, это она и подстроила, чтобы отец нашёл машину, а Оливер об этом узнал: она ненавидела отца, продавшего семейную фирму. Теперь, когда она законная супруга Уайнахта и его наследница, между ней и её любимым агентством стоит только одна жизнь. И в доме молодожёнов началась схватка не на жизнь, а на смерть. Победила жена, прикончившая мужа арахисом, на который у него была аллергия.

## В ролях
| Актёр           | Роль           |
| --------------- | -------------- |
| Джей Барушель   | Оливер Уайнахт |
| Роуз Бирн       | Роберта Кникль |
| Грэм Грин       | Генри Синепас  |
| Найджел Беннетт | Шериф Кникль   |
| Томас Гибсон    | Чарли Ричмонд  |
| Брайан Дауни    | Пиклес         |